# Pont-Farcy
Pont-Farcy is een plaats en voormalige gemeente in het Franse departement Manche in de regio Normandië en telt 517 inwoners (2004).

## Geschiedenis
Op 1 mei 1973 werd de aangrenzende gemeente Pleines-Œuvres opgeheven en als commune associée aangehecht bij Pont-Farcy.
De gemeente maakte deel uit van het kanton Saint-Sever-Calvados tot dit op 22 maart 2015 werd opgeheven en de gemeenten werden opgenomen in het aangrenzende kanton Vire.
Op 1 januari 2018 werd de gemeente Pont-Farcy opgeheven, van het departement Calvados naar het departement Manche overgeheveld en opgenomen in commune nouvelle Tessy-Bocage. Hierbij verviel de status van commune associée van Pleines-Œuvres.

## Geografie
De oppervlakte van Pont-Farcy bedraagt 13,45 vierkante kilometer; Op 1 januari 2018 was de bevolkingsdichtheid 40,4 inwoners per km².
De onderstaande kaart toont de ligging van Pont-Farcy met de belangrijkste infrastructuur en aangrenzende gemeenten.

## Demografie
Onderstaande figuur toont het verloop van het inwonertal.
Vanwege een beveiligingsprobleem met de MediaWiki Graph-software is het momenteel niet mogelijk deze grafiek weer te geven. Zodra de software is bijgewerkt zal de grafiek vanzelf weer zichtbaar worden.
Fervaches · Pleines-Œuvres · Pont-Farcy · Tessy-sur-Vire